# Otto von Hoffmann (Verwaltungsjurist)

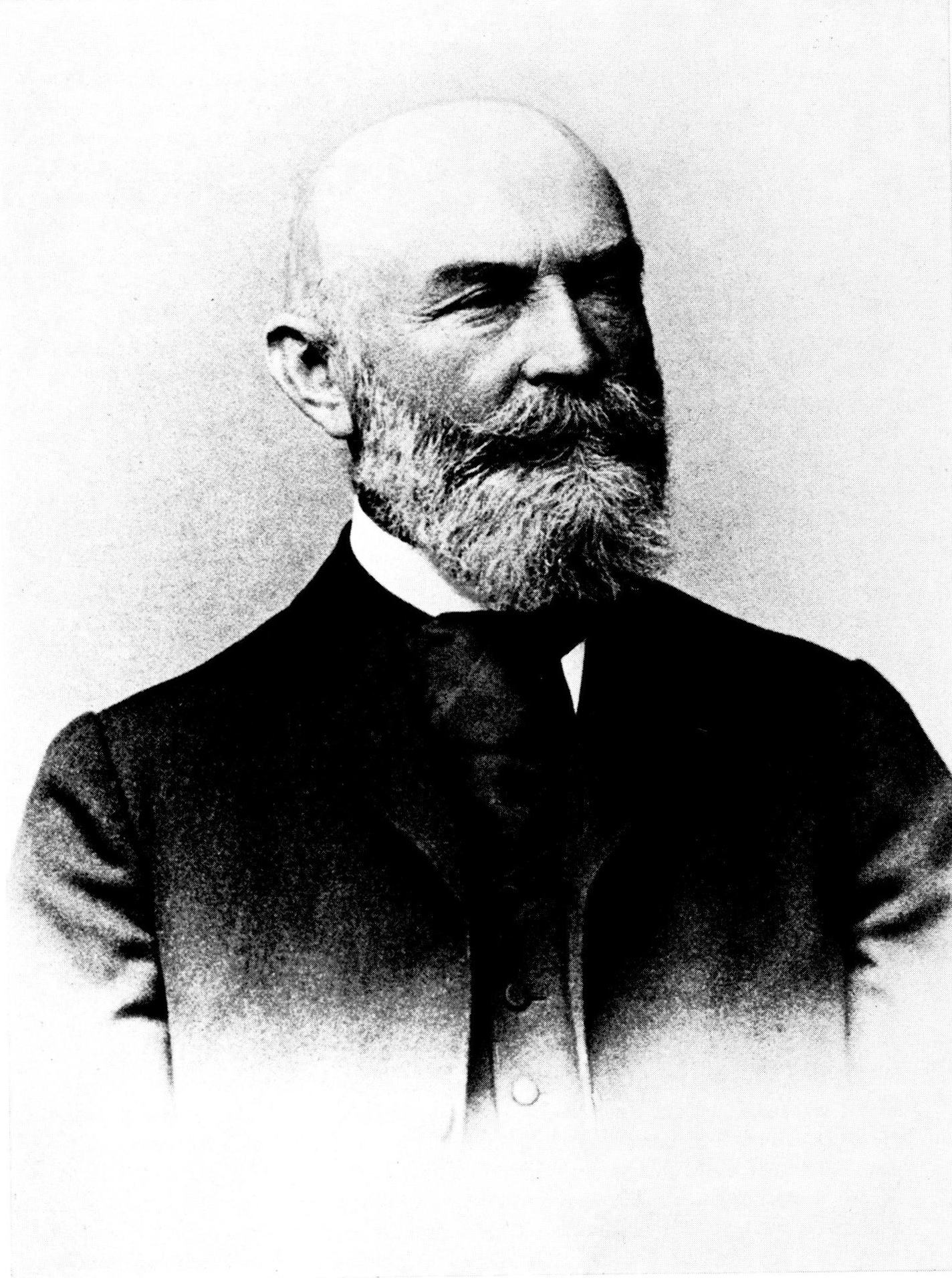
Otto von Hoffmann

Franz Otto Theodor Hoffmann, seit 1883 von Hoffmann (* 21. September 1833 in Wriezen; † 21. September 1905 in Berlin) war ein deutscher Verwaltungsjurist.

## Leben
Hoffmann studierte Rechtswissenschaften und trat 1854 im Bezirk des Appellationsgerichtes Stettin als Auskultator in den Justizdienst. Seine Laufbahn in der preußischen Verwaltung begann er 1856 als Regierungsreferendar in Stettin. Ab 1859 wirkte er als Regierungsassistent und Hilfsarbeiter im Finanzministerium, 1868 als Regierungsrat, 1869 als Geheimer Finanzrat, 1872 als Geheimer Oberfinanzrat.
Im Deutschen Krieg kämpfte er als Premierleutnant der Landwehr und wurde mit dem Roten Adlerorden IV. Klasse mit Schwertern ausgezeichnet.
Am 4. August 1876 wurde er als Regierungspräsident in Danzig, 1878 als Regierungspräsident in Aachen eingesetzt. Durch königliches Diplom vom 30. Juli 1883 wurde er in den erblichen preußischen Adelsstand erhoben. Schließlich wurde er 1892 zum Präsidenten der Preußischen Hauptverwaltung der Staatsschulden (als Nachfolger von Friedrich Hermann Sydow, mit dem Titel Wirklicher Geheimer Rat und mit dem Prädikat Exzellenz) und ab 1900 der Reichsschuldenverwaltung berufen. Diese Funktion übte er bis zu seinem Tode aus.
Hoffmann starb 1905 an seinem 72. Geburtstag in Berlin und wurde auf dem Alten St.-Matthäus-Kirchhof in Schöneberg beigesetzt. Im Zuge der von den Nationalsozialisten 1938/1939 durchgeführten Einebnungen auf dem Friedhof wurden Hoffmanns sterbliche Überreste auf den Südwestkirchhof Stahnsdorf bei Berlin umgebettet.
Seit 1873 war Hoffmann mit Johanna Schütte (* 1853) verheiratet; aus der Ehe gingen acht Kinder hervor, darunter der Kapitän zur See Otto von Hoffmann (1880–1958).

## Schrift
- Die preußische Hauptverwaltung der Staatsschulden vom Jahre 1820 bis 1895, urkundlich dargestellt. Berlin 1896.